# Afriberina haroldi
Afriberina haroldi là một loài bướm đêm trong họ Geometridae.